# Аміна Рахім
Аміна Рахім (нар. 22 лютого 1989) — колишня казахська тенісистка.
Найвищу одиночну позицію світового рейтингу — 259 місце досягла 10 вересня 2007, парну — 215 місце — 25 лютого 2008 року.
Здобула 1 одиночний та 4 парні титули.

## Фінали ITF
| турніри $100,000 |
| турніри $75,000  |
| турніри $50,000  |
| турніри $25,000  |
| турніри $10,000  |

### Одиночний розряд: 4 (1–3)
| Результат | Ранг | Дата              | Турнір           | Покриття | Суперниця           | Рахунок            |
| --------- | ---- | ----------------- | ---------------- | -------- | ------------------- | ------------------ |
| Поразка   | 1.   | 21 травня 2006    | Пітешть, Румунія | Ґрунт    | Воїслава Лукич      | 6–7(3–7), 7–5, 4–6 |
| Поразка   | 2.   | 23 вересня 2006   | Тбілісі, Грузія  | Тверде   | Анна Лапущенкова    | 6–7(0–7), 2–6      |
| Поразка   | 3.   | 11 листопада 2006 | Пуне, Індія      | Тверде   | Нунгнадда Ваннасук  | 6–3, 3–6, 2–6      |
| Перемога  | 1.   | 19 листопада 2006 | Пуне, Індія      | Ґрунт    | Акгуль Аманмурадова | 7–6(7–5), 4–2 ret. |

### Парний розряд: 4 (4–0)
| Результат | Ранг | Дата            | Турнір            | Покриття | Партнерка       | Суперниці                        | Рахунок       |
| --------- | ---- | --------------- | ----------------- | -------- | --------------- | -------------------------------- | ------------- |
| Перемога  | 1.   | 20 травня 2006  | Пітешть, Румунія  | Ґрунт    | Ралука Чулей    | Марія-Луїза Кречун Йоана Іван    | 3–6, 6–1, 6–3 |
| Перемога  | 2.   | 21 липня 2006   | Бухарест, Румунія | Ґрунт    | Ралука Чулей    | Марія-Луїза Кречун Агнеш Сатмарі | 6–3, 6–1      |
| Перемога  | 3.   | 17 вересня 2006 | Тбілісі, Грузія   | Тверде   | Юлія Солоницька | Варвара Галаніна Людмила Нікоян  | 7–5, 6–1      |
| Перемога  | 4.   | 22 липня 2007   | Дніпро, Україна   | Ґрунт    | Аріна Родіонова | Івана Абрамович Марія Абрамович  | 7–5, 4–6, 6–2 |